# Skidgymnasium
Ett skidgymnasium är en gymnasieskola där eleverna har skidåkning på schemat.

## Skidgymnasier i Sverige
- Sveg (Längd, Alpint)
- Fjällgymnasiet i Svenstavik/Åsarna (Längd, Alpint, Skidskytte)
- Gällivare (Alpint, Längd)
- Järpen (Alpint, Freestyle, Längd)
- Lycksele (Längd)
- Malung (Alpint, Snowboard)
- Mora (Längd, Skidorientering, Skidskytte)
- Sollefteå (Längd, Skidskytte)
- Torsby (Alpint, Längd)
- Tärnaby (Alpint)
- Ljusdal (Längd)
- Uppsala (Alpint)
- Falun (Alpint, Längd, Backhoppning)
- Sundsvall (Alpint)
- Östersund (Skidskytte, Alpint, Längd)
- Boden (Skidskytte)
- Gnosjö (Längd)
- Ulricehamn (längd)
- Älvsbyn (Längd)